# Eberschütz
Eberschütz (niederdeutsch: Äwerschütte) mit etwa 500 Einwohnern ist eine ehemals selbständige Gemeinde im nordhessischen Landkreis Kassel und seit der hessischen Gebietsreform ein Stadtteil von Trendelburg.

## Geographie
Das Dorf Eberschütz liegt im Diemeltal und erstreckt sich am linken Diemelufer. Südlich des Dorfes liegen die Klippen. Im Südosten stand direkt an der Diemel die gründerzeitliche viergeschossige Backsteinmühle. Im Zentrum des Dorfes steht die romanische Kirche, die vom Kirchhof umgeben ist. Das Chorfenster der Kirche wurde 1984 von dem Glasmaler Erhardt Jakobus Klonk geschaffen.

## Geschichte

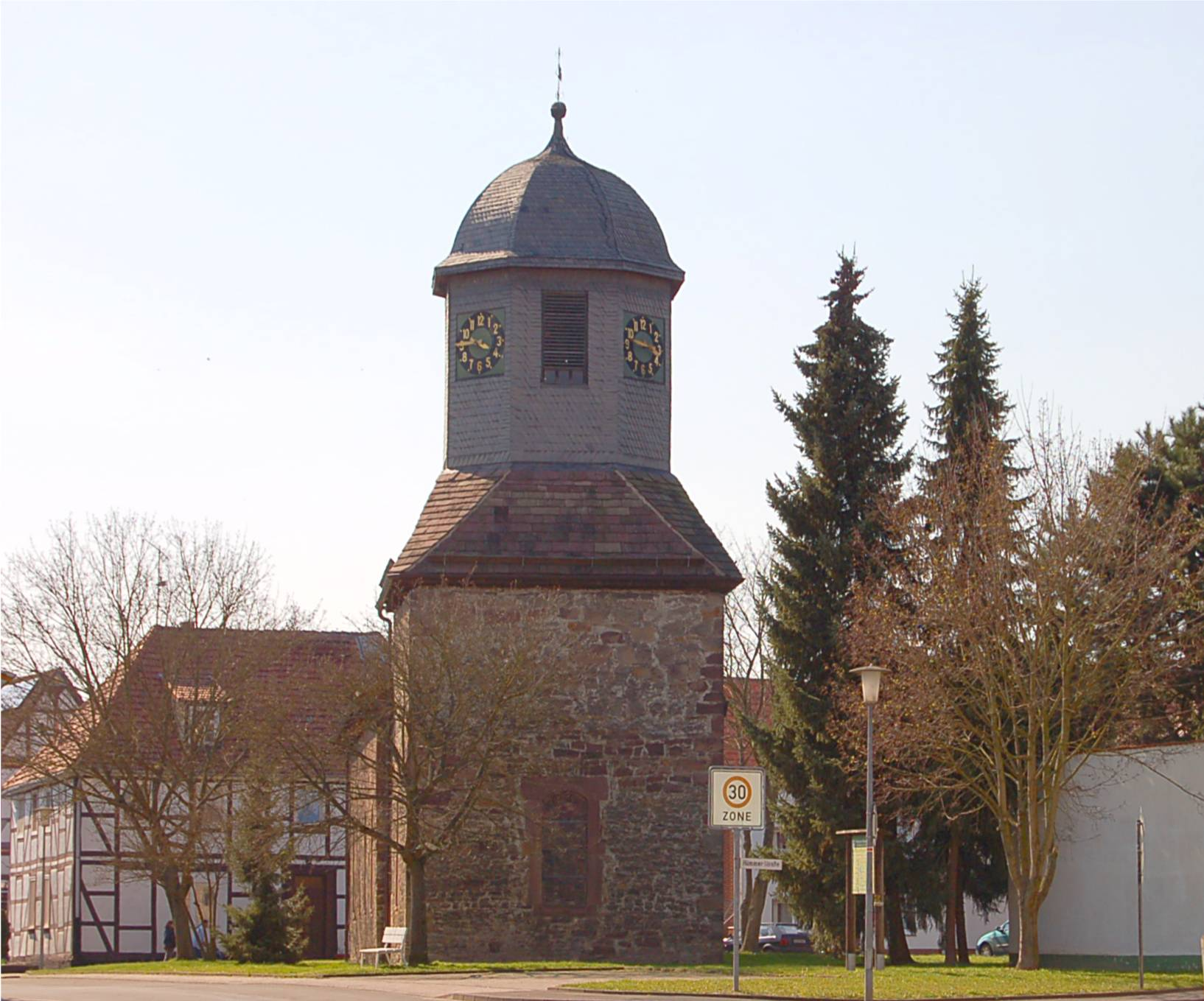
Die Kirche in Eberschütz

Als „Everschütte“ wurde der Ort im Jahre 1047 urkundlich erwähnt und feierte 1997 das 950-jährige Bestehen. Ab dem 12. Jahrhundert werden die Herren von Eberschütz (später: von Schöneberg) in geschichtlichen Quellen genannt.
Haupterwerbszweig der Dorfbevölkerung im 18. und 19. Jahrhundert war neben der Landwirtschaft die Leineweberei.
Hervorzuheben ist noch der größte Stahlbaubetrieb der Stadt Trendelburg, der seinen Ursprung seit Generationen in einer Schmiede hat. Ein moderner Windpark auf der Höhe zwischen Eberschütz und Muddenhagen erzeugt alternative Energie.
Am 31. Dezember 1970 fusionierten im Zuge der Gebietsreform in Hessen die Gemeinde Eberschütz mit sechs weiteren bis dahin selbstständigen Gemeinden und der Kleinstadt Trendelburg zur erweiterten Stadt Trendelburg. Sie bilden die heutigen Stadtteile. Die Stadtverwaltung befindet sich in der Kernstadt Trendelburg.

## Eberschützer Klippen
„Eberschützer Klippen“ heißt ein steilansteigender Bergrücken südlich des Dorfes. Hier finden sich die Überreste einer alten frühgeschichtlichen Fluchtburg. Die Bahnlinie (früher Friedrich-Wilhelms-Nordbahn genannt) führt in der Nähe der Klippen vorbei.

## Ehrenbürger
- 1895 Otto von Bismarck (1815–1898), Reichskanzler